# Харисджин (Южная Осетия)
Харисджин (осет. Хæрисджын, ранее Торманеули груз. თორმანეული) — село в Закавказье. Расположено в Знаурском районе Южной Осетии, фактически контролирующей село; согласно юрисдикции Грузии — в Карельском муниципалитете.

## География
Расположено у побережья реки Проне Восточная  (приток реки Кура) к юго-востоку от села Бекмар.

## История
Селение известно как одно из имений княжеского рода Багратион-Давитишвили.
Давид прибыл к имеретинскому царю, и тот уступил в Верхней Картли деревни Нули, Торманеули, Гвершети, Плеви, Канбади, Мцхетас-Джвари, крестьян Мохиси и Руиси и церковь с кладбищем, а также дворян Херхеулидзе и Татишвили. Рамаз понравился царю Баграту. И все эти деревни были куплены на золото и серебро, пожалованные шахом.Парсадан Горгиджанидзе, повествование о потомках ослепленного

## Население
Село населено этническими осетинами.

## Топографические карты
- Лист карты K-38-64 Цхинвали. Масштаб: 1 : 100 000. Состояние местности на 1987 год. Издание 1989 г.